# ناچو مارتین (بازیکن فوتبال)
ناچو مارتین (انگلیسی: Nacho Martín؛ زادهٔ ۱۰ ژوئیهٔ ۱۹۶۲) بازیکن فوتبال اهل اسپانیا است.
از باشگاه‌هایی که در آن بازی کرده‌است می‌توان به باشگاه فوتبال الچه و باشگاه فوتبال رئال مورسیا اشاره کرد.